# Bauweise
Die Bauweise beschreibt im Allgemeinen die festgelegte Anordnung von Konstruktions- oder Bauelementen. Der Begriff wird oft synonym mit Bauart verwendet. Abzugrenzen ist demgegenüber das Bauverfahren, bei dem es sich um Ablauf und Arbeitsweise bei der Herstellung einer Konstruktion oder eines Bauwerks handelt.
In Abhängigkeit von der Verwendung im Maschinenbau, im Bauwesen oder in der Stadtplanung hat der Begriff verschiedene Bedeutungen, die im Folgenden erläutert werden.

## Verwendung

### Maschinenbau
Im Maschinenbau werden die Beziehungen von Baustrukturen durch Baukasten-, Baureihen-, Integral- und Differentialbauweise beschrieben. Die Verbund- und Leichtbauweise kombiniert gezielt Materialien mit unterschiedlichen Eigenschaften (z. B. Härte und Zähigkeit) bzw. Dichte. Die Sandwichbauweise stellt eine Kombination dar, bei der die Decklagen durch einen leichten Werkstoff (z. B. Kunststoff) oder einen diskontinuierlichen Aufbau (z. B. Stege) getrennt sind.

### Elektrotechnik
In der Elektrotechnik wird der Aufbau von elektronischen Geräten nach verschiedenen Kriterien eingeteilt:
- nach dem Grad der Elementarisierung des Geräteaufbaus (Komplett- oder Kompaktbauweise, Baugruppen- oder Modulbauweise, Baukastenbauweise) oder der Elementarbauweise.
- nach der Art der Teilung des Geräteaufbaus (Einschubbauweise, Verschalungsbauweise, Klappbauweise)
- nach der Art der Einordnung des Geräteaufbaus in die Umwelt (Einbaugerät, Standgerät, Schrankgerät, Handgerät usw.)

### Bauwesen
Im Bauwesen versteht man unter Bauweise die Art und Weise, in der ein Bauwerk errichtet ist. Dabei kann nach verschiedenen Aspekten unterschieden werden:
- Baustoff: Holzbauweise, Mauerwerksbauweise, Kombinierte Bauweise
- Baukonstruktion: Leichtbauweise, Massivbauweise
- Montage der Bauteile: Fertigteilbauweise, Großtafelbauweise, Raumzellenbauweise
- Tragwerk: Skelettbauweise, Schottenbauweise

Im Gegensatz zur technischen Bauweise bezieht sich der Begriff Bauform auf das Erscheinungsbild bzw. das gestalterische und räumliche Konzept eines Bauwerks.
In Deutschland hatten die Anordnungen in Textform zur Brandverhütung des 18. Jahrhunderts im Kurfürstentum Trier und in der Kurpfalz bereits großen Einfluss auf die Bauweise von Gebäuden.

### Stadtplanung
In der Stadtplanung beschreibt der Begriff Bauweise die Stellung der Gebäude in Bezug zu den seitlichen Grundstücksgrenzen. Es ist ein Begriff des öffentlichen Baurechts, der näher in § 22 der Baunutzungsverordnung (BauNVO) definiert ist. Man unterscheidet:
- Offene Bauweise – Bebauung von Grundstücken mit freistehenden Gebäuden (z. B. Einzel- oder Doppelhäuser oder Hausgruppen), die zur seitlichen Grundstücksgrenze eine Abstandsfläche einhalten.
- Geschlossene Bauweise – Bebauung, bei der die Gebäude an der seitlichen Grundstücksgrenze aneinander gebaut werden und auf diese Weise eine von der Erschließungsstraße aus betrachtet geschlossene Bebauung bilden. Hierunter fällt u. a. die Blockrandbebauung.
- Abweichende Bauweise – Mischform zwischen offener und geschlossener Bauweise, um beispielsweise eine einseitige Grenzbebauung zu erzielen.

In einem Bebauungsplan können Festsetzungen zu zulässigen Bauweise getroffen werden. Rechtsgrundlage hierfür ist § 22 BauNVO. Es können zusätzlich auch Festsetzungen zur Lage der Gebäude in Bezug zur vorderen oder rückwärtigen Grundstücksgrenze getroffen werden.